# Victor Davis
Victor Davis, född 10 februari 1964, död 13 november 1989, var en kanadensisk simmare som blev olympisk guldmedaljör på 200 meter bröstsim vid OS 1984. Kort efter att han avslutat simkarriären avled han efter att ha blivit påkörd av en bil.
Han vann även två VM-guld mellan 1982 och 1986.

### Fotnoter
1. ↑  ”Victor Davis Bio, Stats, and Results - Olympics at Sports.reference.com”. sportsreference.com. Sportsreference. Arkiverad från originalet den 9 september 2015. https://web.archive.org/web/20150909220425/http://www.sports-reference.com/olympics/athletes/da/victor-davis-1.html. Läst 27 september 2015.
2. ↑  ”Arkiverade kopian”. Arkiverad från originalet den 24 augusti 2015. https://web.archive.org/web/20150824021342/http://www.fina.org/H2O/docs/histofina/swimming_50m.pdf. Läst 21 augusti 2015. HistoFINA - SWIMMING MEDALLISTS AND STATISTICS AT FINA WORLD CHAMPIONSHIPS (50M) (engelska)